# Constitución de la República Peruana de 1856
La Constitución de la República Peruana de 1856 fue la sexta Constitución política que rigió en el Perú, elaborada y aprobada por una asamblea constituyente que con el nombre de Convención Nacional se reunió en Lima en 1855, luego del triunfo de la revolución liberal sobre el gobierno de José Rufino Echenique, acusado de corrupción, en la batalla de La Palma.  Fue promulgada el 19 de octubre de 1856, por el presidente provisorio de la República, Mariscal Ramón Castilla. Tuvo una tendencia marcadamente liberal, antimilitarista, descentralista y un sesgo anticlerical, que suscitó la guerra Civil de 1856-1858, tras la cual se estableció una Constitución de consenso en 1860, que se convirtió en la más duradera de la historia peruana.

## Reunión de la Convención Nacional
Triunfante la revolución liberal a principios de 1855, se instaló un gobierno provisional con el general Ramón Castilla como Presidente, en cuyo gabinete ministerial figuraban conspicuos liberales como Pedro Gálvez Egúsquiza, Manuel Toribio Ureta y Domingo Elías. Siguiendo la tendencia pendular de la política peruana, luego de un gobierno conservador se dio así pase a otro de carácter liberal, aunque Castilla, en el fondo, no comulgase con el liberalismo.
Castilla convocó a elecciones para la reunión de una Asamblea Constituyente o Convención Nacional, cuyo misión sería reformar la Constitución conservadora de 1839. Por primera vez se convocó a elecciones con sufragio directo y universal: directo, pues no se elegiría a los Colegios Electorales, sino directamente a los representantes del nuevo Congreso; y universal, porque todos los peruanos votarían sin ninguna limitación, sin importar ser analfabeto o no tener fortuna.
Realizadas las elecciones y elegidos los representantes de la Convención Nacional, esta se instaló el 14 de julio de 1855. Su primera medida fue la ratificación de Castilla como Presidente Provisorio; luego dictó un Estatuto Provisorio, promulgado por Castilla el 25 de julio ese mismo año. En dicho Estatuto, que debía regir mientras se discutiera la nueva Constitución,  quedaron fijados las atribuciones del jefe de Estado y señaladas las garantías individuales y nacionales.

## Discusión y promulgación

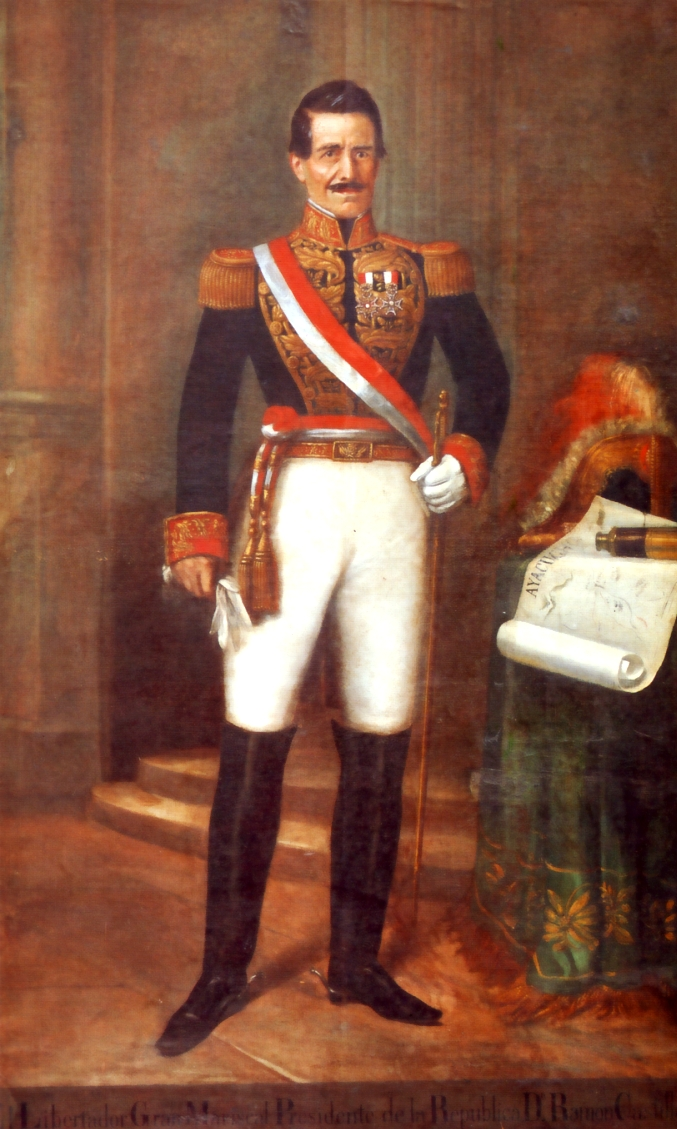
Retrato de don Ramón Castilla.

Reafirmado en el poder, Castilla, de naturaleza autoritaria, se separó de sus ministros liberales y convocó a sus amigos. Se iniciaba así el rompimiento con el bando liberal.
En la Convención Nacional surgió una tensa disputa entre la mayoría liberal y la minoría conservadora partidaria de Castilla. El más notable de los tribunos liberales era José Gálvez Egúsquiza. La Convención, además de funcionar como asamblea constituyente, ejerció el Poder Legislativo en toda su extensión, dictando leyes de carácter permanente y también circunstancial. Por fin, después de grandes debates, en octubre de 1856 se terminó de discutir la nueva Constitución, de marcado carácter liberal, que reemplazaba a la Constitución conservadora de 1839.
El Presidente Castilla juró esta Constitución que fue promulgada el 19 de octubre de 1856, pero expresó su disconformidad con ella, sobre todo por la disminución de las atribuciones del presidente, aumentando así la situación de tirantez entre el Gobierno y el Congreso. Para agravar las cosas estalló en Arequipa la revolución conservadora del general Manuel Ignacio de Vivanco que derivó en la sangrienta guerra civil de 1856-58.
La Convención fue disuelta el 2 de noviembre de 1857 por una patrulla de soldados a órdenes del coronel Pablo Arguedas, quienes aprovecharon que Castilla se hallaba asediando la ciudad de Arequipa. Si bien Castilla condenó este acto, era evidente que tal situación le convenía, tanto así que una vez que retornó a Lima no restituyó el parlamento e incluso envió al destierro a los principales líderes liberales.

## Estructura
Constaba de 140 artículos, ordenados en 19 títulos.
- Título I: De la nación
- Título II: De la religión.
- Título III: Garantías nacionales.
- Título IV: Garantías individuales.
- Título V: De los peruanos.
- Título VI: De la ciudadanía.
- Título VII: De la forma de gobierno.
- Título VIII: Del poder legislativo.
- Título IX: Cámaras legislativas.
- Título X: De la formación y promulgación de las leyes.
- Título XI: Poder Ejecutivo.
- Título XII: Ministros de Estado.
- Título XIII: Régimen interior de la República.
- Título XIV: Juntas departamentales.
- Título XV: Municipalidades.
- Título XVI: Fuerza pública.
- Título XVII: Poder Judicial.
- Título XVIII: Reforma de la Constitución.
- Título XIX: Disposiciones transitorias.

## Principales disposiciones

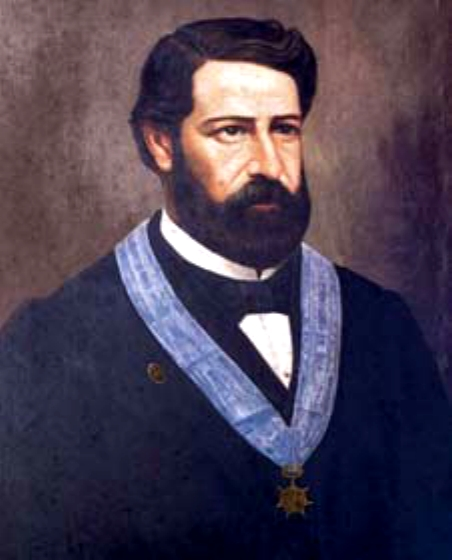
José Gálvez Egúsquiza.

Esta carta política de 1856 fue de acentuado carácter liberal. Veamos sus más importantes disposiciones.
- Abolió la pena de muerte, lo que constituyó una novedad. Fue José Gálvez Egúsquiza (futuro héroe del combate del Callao) quien en el parlamento defendió ardorosamente esta abolición, resumiendo su pensamiento en esta frase: «La sociedad no tiene derecho a matar».
- Limitó las atribuciones del Poder Ejecutivo, estableciendo la vacancia de la Presidencia de la República por atentar contra la forma de gobierno o disolver el Congreso. Estableció que el período presidencial duraría cuatro años y no seis como en la anterior Constitución.
- Creó el Consejo de Ministros, que en ley complementaria fue definido como una entidad autónoma.
- Creó la figura del Fiscal de la Nación (antes de su consolidación cuando se creó el Ministerio Público), con la misión de vigilar el cumplimiento de las leyes.
- Abolió el Consejo de Estado, aquel cuerpo consultivo que figuraba en las constituciones de 1828, 1834 y 1839. Algunas de sus atribuciones pasaron al Fiscal de la Nación; una parte quedó reservada al Congreso y otra al Consejo de Ministros.
- Definió al Poder Legislativo como la reunión de los representantes de la nación reunidos en el Congreso de la República, dividido en dos cámaras, la de senadores y la de diputados. Pero igualó a ambos en cuanto a su origen y cualidades (unicameralismo disimulado).
- Fortaleció al Poder Legislativo, representado por el Congreso, al cual se le concedieron las siguientes atribuciones: dar, interpelar, modificar y derogar leyes; crear y suprimir empleos y asignarles la correspondiente dotación; examinar las infracciones de la Constitución; intervenir en los ascensos militares; designar el número de las fuerzas armadas; declarar la patria en peligro, etc., así como las usuales de carácter legislativo.
- Reguló celosamente las relaciones del Ejecutivo y el Legislativo. Estableció la intervención del Congreso en los ascensos militares, la vacancia del cargo del representante parlamentario por aceptar empleo del Ejecutivo, y la prohibición de ocupar una curul parlamentaria a militares en actividad, así como a curas, obispos y arzobispos.
- Estableció que para una reforma constitucional se necesitaba la aprobación del proyecto respectivo en tres legislaturas.
- Desconoció los privilegios hereditarios, los fueros personales y vinculaciones, pues toda propiedad era enajenable en la forma determinada por las leyes. Tampoco reconoció empleos en propiedad. A propósito de esta última prohibición, una ley especial aclaró que la permanencia de los empleados no quedaba al arbitrio de ninguna voluntad sino de la ley, que no estaban afectados en manera alguna los derechos que los empleados civiles y militares tenían a ser remunerados por la nación en proporción al tiempo y calidad de sus servicios y con arreglo a las leyes vigentes.
- Estatuyó la ciudadanía de los peruanos varones mayores de veintiún años o casados y la pérdida de ella por aceptar título de nobleza.
- Estableció el sufragio popular directo para todos los peruanos que supieran leer y escribir o tuviesen propiedad raíz o fuesen jefes de taller o soldados o marinos retirados.
- Restableció las Juntas Departamentales y las Municipalidades.
- Estableció el carácter gratuito de la educación primaria.
- Prohibió la expatriación y el extrañamiento, cuando no hubiera sentencia ejecutoriada.
- Pese a los esfuerzos de los liberales, no logró imponer la libertad de cultos, y el Estado continuó protegiendo a la religión católica, no permitiendo el ejercicio de otros cultos. Pero se suprimieron las vinculaciones y los fueros eclesiásticos, así como los diezmos y primicias.

## Término
Esta Constitución no satisfizo a la mayoría de la población. Precisamente, la rebelión de Vivanco había tenido como móvil la oposición al predominio del liberalismo y el anticlericalismo en el gobierno.
Tras el fin de la guerra civil, Castilla convocó en 1860 a un nuevo Congreso, el cual, pese a ser solo de carácter ordinario, se arrogó la facultad de Constituyente y procedió a hacer una reforma constitucional inmediata. Así surgió la Constitución de 1860, de carácter moderado y la que más larga vida ha tenido, hasta ahora.